# Banibangou
Banibangou (auch: Bani Bangou) ist eine Landgemeinde und der Hauptort des gleichnamigen Departements Banibangou in Niger.

## Geographie
Banibangou grenzt im Norden an den Nachbarstaat Mali. Die Nachbargemeinden in Niger sind Abala im Osten, Dingazi und Filingué im Süden und Tondikiwindi im Westen.
Der Hauptort der Landgemeinde ist Banibangou, das sich aus 7 Stadtvierteln zusammensetzt: Badjé Binga, Banibangou Haoussa, Banibangou Wiye, Banibangou Zarma, Bassikaina, Sabara Banda und Wagani. Bei den Siedlungen im ländlichen Gemeindegebiet handelt es sich um 31 Dörfer, 112 Weiler und 3 Lager.
Die Gemeinde ist Teil der Übergangszone zwischen Sahara und Sahel. Durch die Gemeinde verläuft ein Nebental des Trockentals Dallol Bosso. Beim Hauptort erstreckt sich der Teich Mare de Banibangou. Die Jagdzone von Banibangou ist eines der von der staatlichen Generaldirektion für Umwelt, Wasser und Forstwirtschaft festgelegten offiziellen Jagdreviere Nigers.

## Geschichte
Der Ortsname bedeutet „guter Teich“. Banibangou erhielt 1964 den Status eines Verwaltungspostens (französisch: poste administratif). Im Dürrejahr 1973 sahen sich Fulbe-Viehzüchter aus dem Hauptort gezwungen, für zwei Monate in der Stadt Filingué Zuflucht zu suchen. Bei einem Überfall der Befreiungsfront des Aïr und Azawad auf Banibangou kam 1992 der stellvertretende Gendarmeriekommandant ums Leben.
Die Landgemeinde (französisch: commune rurale) Banibangou entstand als Verwaltungseinheit im Jahr 2002, als der Kanton Tondikiwindi auf die neu geschaffenen Landgemeinden Tondikiwindi und Banibangou aufgeteilt wurde. 2008 verursachten Überschwemmungen materielle Schäden, von denen über 800 Einwohner unmittelbar betroffen waren.

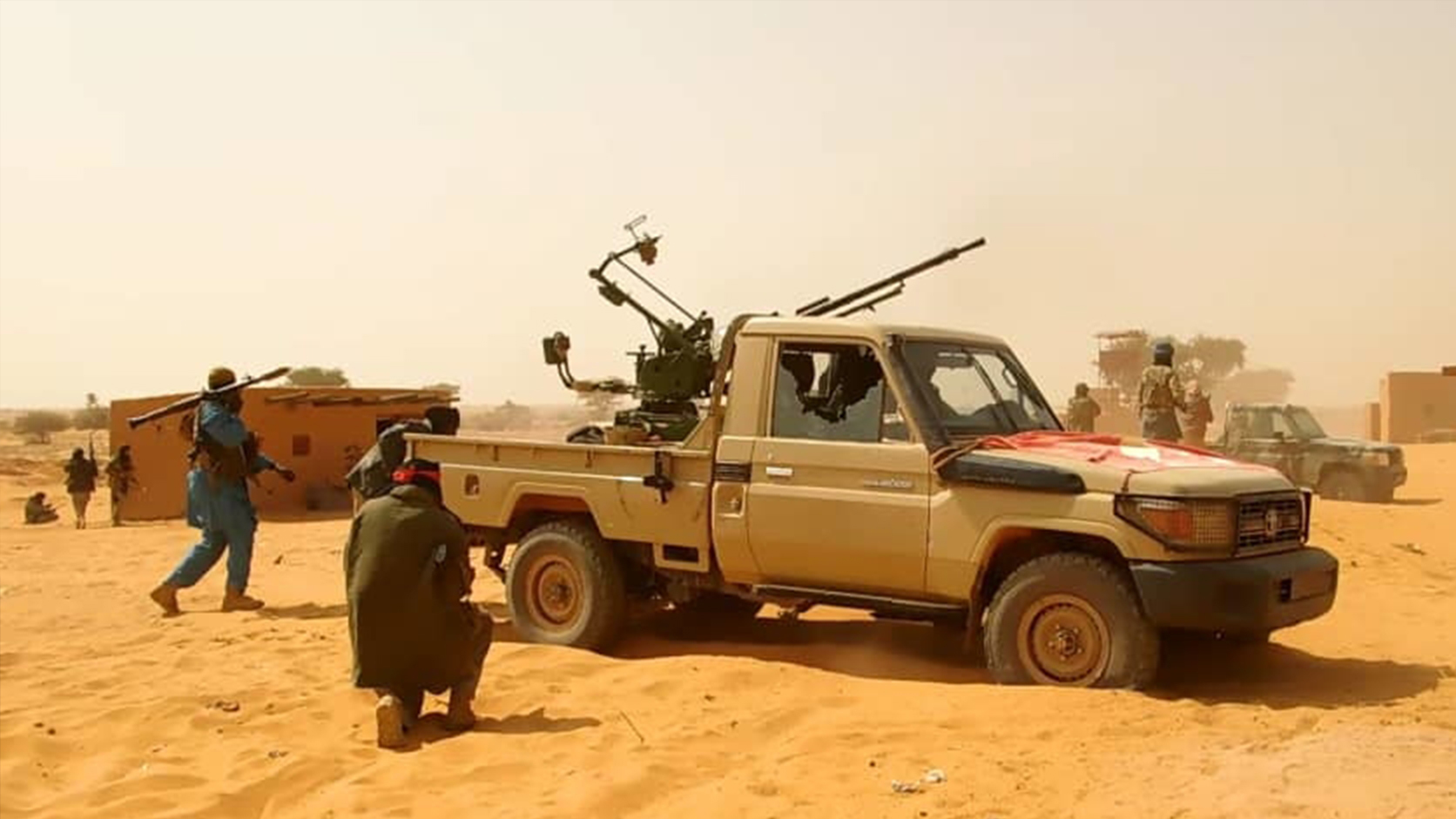
Kämpfer in Siné Godar (2021)

Der Verwaltungsposten von Banibangou wurde 2011 aus dem Departement Ouallam herausgelöst und zum Departement Banibangou erhoben. Beim Grenzort Siné Godar im Gemeindegebiet von Banibangou entstand 2012 ein Flüchtlingslager für im Zuge des Konflikts in Nordmali geflüchtete Menschen. Bei einem Terrorangriff auf den Militärposten von Siné Godar wurden 2020 88 Menschen getötet und mehrere verletzt. Ein Angriff bewaffneter Gruppen auf Menschen, die vom Wochenmarkt im Hauptort in die Dörfer Darey Tinni und Siné Godar zurückkehren wollten, forderte 2021 58 Todesopfer.
Am 19. Juni 2025 wurden bei einem der Terrororganisation Islamischer Staat im Sahel zugeschriebenen Angriff im Hauptort Banibangou 34 Soldaten getötet und 14 weitere verletzt. Der Vorfall war von heftigen Kämpfen begleitet. Das Gebäude der Präfektur wurde geplündert und in Brand gesteckt. Die Angreifer zogen sich danach in Richtung der Staatsgrenze zu Mali zurück.

## Bevölkerung
Bei der Volkszählung 2012 hatte die Landgemeinde 66.949 Einwohner, die in 7065 Haushalten lebten. Bei der Volkszählung 2001 betrug die Einwohnerzahl 40.351 in 4163 Haushalten.
Im Hauptort lebten bei der Volkszählung 2012 6788 Einwohner in 769 Haushalten, bei der Volkszählung 2001 4527 in 462 Haushalten und bei der Volkszählung 1988 4128 in 494 Haushalten.
Die Bevölkerungsmehrheit stellen Zarma, gefolgt von Fulbe, Tuareg und Hausa.

## Politik
Der Gemeinderat (conseil municipal) hat 18 gewählte Mitglieder. Mit den Kommunalwahlen 2020 sind die Sitze im Gemeinderat wie folgt verteilt: 10 MNSD-Nassara, 6 PNDS-Tarayya und 2 MODEN-FA Lumana Africa.
Jeweils ein traditioneller Ortsvorsteher (chef traditionnel) steht an der Spitze der 31 Dörfer im ländlichen Gemeindegebiet.

## Wirtschaft und Infrastruktur
Die Bevölkerung lebt überwiegend von Viehzucht, Ackerbau und Handel. Die Gemeinde liegt am Übergang der Zone des Agropastoralismus des Südens zur Zone der reinen Weidewirtschaft des Nordens. Im Hauptort wird eine Niederschlagsmessstation betrieben. In den 1980er Jahren wurde im Hauptort eine Getreidebank etabliert. Die abgeschiedene Lage ist einer der strukturellen Gründe für die wiederkehrende Ernährungsunsicherheit in der Gemeinde, die stark von Abwanderung in die Hauptstadt und ins Ausland betroffen ist.  99 % der Bevölkerung von Banibangou wurden 2011 in einer Studie der französischen Nichtregierungsorganisation ACTED als arm oder sehr arm eingestuft. Mehr als 66 % der Einwohner hatten keinen Zugang zu Latrinen in der näheren Umgebung.
Gesundheitszentren des Typs Centre de Santé Intégré (CSI) sind im Hauptort sowie in den Siedlungen Gosso, Tilloa und Tizé Gorou vorhanden. Das Gesundheitszentrum im Hauptort verfügt über ein eigenes Labor und eine Entbindungsstation. Der CEG Banibangou ist eine allgemein bildende Schule der Sekundarstufe des Typs Collège d’Enseignement Général (CEG). Beim Collège d’Enseignement Technique de Banibangou (CET Banibangou) handelt es sich um eine technische Fachschule und beim Centre de Formation aux Métiers de Banibangou (CFM Banibangou) um ein Berufsausbildungszentrum.
Durch die Gemeinde verläuft die 294,7 Kilometer lange Nationalstraße 24 zwischen der Hauptstadt Niamey und der Staatsgrenze zu Mali. Im Hauptort zweigt die 150,3 Kilometer lange Nationalstraße 38 nach Balleyara von der Nationalstraße 24 ab. Das Dorf Tilloa ist über die 45 Kilometer lange Route 673 mit dem Dorf Mangaïzé verbunden. Die Nationalstraße 24 ist in der Regenzeit nicht benutzbar.